# سفارة بولندا في البرتغال
سفارة بولندا في البرتغال هي أرفع تمثيل دبلوماسي لدولة بولندا لدى البرتغال. تقع السفارة في لشبونة وهي تهدف لتعزيز المصالح البولندية في البرتغال.

## وصلات خارجية
- قائمة سفارات بولندا
- قائمة السفارات في البرتغال